# 阿羅尼亞努鄉
47°12′N 27°36′E / 47.200°N 27.600°E
阿羅尼亞努鄉（羅馬尼亞語：Comuna Aroneanu, Iași），是羅馬尼亞的鄉份，位於該國東北部，由雅西縣負責管轄，面積39平方公里，海拔高度117米，2007年人口3,012，人口密度每平方公里77人。